# Joseph Charras
Joseph Charras, né le 12 mars 1769 à Montauban-sur-l'Ouvèze (Drôme), mort le 3 décembre 1839 à Clermont-Ferrand (Puy-de-Dôme), est un général français de la Révolution et de l’Empire.

## Biographie
Joseph Charras naît le 12 mars 1769 à Montauban-sur-l'Ouvèze. Il est le fils de Louis Léger Charras, bachelier, et de son épouse, Ursule Bernard. 

### États de service
Il entre en service le 25 septembre 1793, comme volontaire dans le 1er bataillon de Nyons, et il est élu capitaine le jour même par ses camarades. Il suit l’armée en Italie, et son bataillon est incorporé le 7 avril 1796 dans la 4e demi-brigade d’infanterie légère.
Il est blessé d’un coup de feu à la cuisse gauche le 12 janvier 1797, à la bataille de la Corona, et en 1798, il participe à la campagne d'Égypte. Il est de nouveau blessé le 21 juillet 1798, d’un coup de feu au téton droit, à la bataille des Pyramides. Sa conduite lors des batailles de Mandora et de Canope, les 13 et 21 mars 1801, lui vaut le grade de chef d’escadron que lui confère le général Menou le 29 mars 1801.
Confirmé dans son grade à son retour en France le 27 novembre 1802, il est élevé au grade de major le 22 novembre 1803, au 6e régiment d’infanterie légère, et il est fait chevalier de la Légion d’honneur le 25 mars 1804.
En 1809, il est à l’armée de la Tête des Flandres et d’Anvers, et en 1811, il rejoint l’armée de Naples, où il est nommé colonel à la suite du 6e léger le 4 août 1811. Le 7 septembre 1811, il est appelé au commandement du 22e régiment d’infanterie légère, et en 1812, il sert au corps d’observation de l’Italie méridionale, puis en 1813, à la Grande Armée pendant la campagne de Saxe. Il est fait officier de la Légion d’honneur le 4 mai 1813, puis il est créé baron de l’Empire et promu général de brigade le 5 octobre 1813. Employé au 11e corps de la Grande Armée, il est fait prisonnier le 19 octobre 1813, lors de la bataille de Leipzig.
Rentré en France en mars 1814, il est fait chevalier de Saint-Louis, et il reste en non activité jusqu’au 23 avril 1815, époque où l’Empereur de retour de l’île d'Elbe lui donne le commandement d’une brigade du 8e corps d’observation. Replacé dans sa position de non activité le 31 juillet 1815, il obtient sa retraite le 1er janvier 1825.
En 1830, il est placé dans le cadre de réserve, et il est remis en position de retraite le 30 avril 1832.
Il meurt le 3 décembre 1839 à Clermont-Ferrand, où il est enterré au cimetière des Carmes (allée 2, no 178). Une avenue de Clermont-Ferrand, dans le quartier de la gare, porte son nom, ainsi que l'ancienne caserne de Courbevoie.
Il est le père de Jean-Baptiste Adolphe Charras.